# Luther gegen den Papst
Luther gegen den Papst (auch: Luthers Kampf gegen den Papst) ist ein Dokumentarfilm aus dem Jahr 2004, der unter der Regie von Jean-François Delassus entstand.
Der Dokumentarfilm ist eine Mischung aus Dokumentation und Dokufiktion.

## Inhalt
Der Dokumentationsfilm beginnt zunächst mit der Beschreibung der Welt, in der Luther aufwächst. Weiter wird beschrieben, wie Luther Augustinermönch wird, wie er als Mönch beginnt, wegen des Ablasshandels den Papst anzugreifen, wie er schließlich die Unfehlbarkeit des Papsttums bestreitet und wie letztendlich, so wie es der Kommentator der Dokumentation erklärt, die Einheit der Christenheit zerbricht.
In fiktiven Spielszenen soll die Frage beantworten werden, wer Luther wirklich war. Eine gepeinigte Seele? Ein hingebungsvoller Pfarrer oder eine intolerante Gestalt?

## Hintergrund
Der Film wurde von ARTE France in Zusammenarbeit mit der Point du Jour Production hergestellt.
Die deutsche Fassung wurde von der allias film & sprachtransfer in Zusammenarbeit mit der Taurus Synchron gefertigt. Der Kommentar, der in der französischen Fassung von Bernard-Pierre Donnadien gesprochen wurde, wird in der deutschen Fassung von Christian Rode gesprochen.
Eine Vorpremiere des Films fand am 27. September 2004 im Beisein des Bundespräsidenten Horst Köhler statt.
Die eigentliche Premiere fand am 24. Oktober 2004 auf ARTE statt.
Seitdem wurde der Film mehrfach im Fernsehen wiederholt.

## Spekulative Szenen
- In der Dokufiktion werden zur Untermalung Ausschnitte aus den Lutherfilmen: Martin Luther (DDR 1983), Martin Luther (1953) und aus Luther – Ein Film der deutschen Reformation verwendet. Aus dem letzten wurde unter anderem eine Szene verwendet, in der ein Schuljunge, der definitiv nicht Luther darstellt, von seinem Lehrer verprügelt wird. In der Dokumentation wird dieses Bildmaterial mit dem Hinweis verwendet, dass Luther von seinem Vater sehr streng erzogen worden sei und dies zuweilen mit Peitschenhieben getan habe, ihm aber gleichzeitig eine gute Schulausbildung ermöglicht hätte.
- Die Szene, in der Luther bettelt, hat ebenfalls starke spekulative Anteile.
- In einer Szene reden Luther und seine Gäste, am Tisch sitzend, über die Entdeckung Amerikas. Der dargestellte Luther wird dabei gefragt, wie man die Ureinwohner behandeln solle. Dieser gibt sogleich eine Antwort, indem er auf das Sola scriptura verweist. Die Szene hat keine historische Basis. Die Szene ist also spekulativ.
- Der Freund Luthers Lucas Cranach d. Ä. widerstehe nicht der Anziehung der Deutschen für die Schattenkräfte, so der Kommentator des Films. Diese spekulative Behauptung wird im Film hinsichtlich Lucas Cranachs Bilder geäußert.

## Medien
- DVD: Luthers Kampf gegen den Papst in: Michael Schaper: Geo Epoche mit DVD 39/2009: Europa im Zeitalter der Glaubensspaltung 1517–1618 – Gruner + Jahr Verlag